# Авраам Линкольн: Охотник на вампиров (роман)
«Авраам Линкольн: Охотник на вампиров» (англ. Abraham Lincoln, Vampire Hunter) — роман Сета Грэма-Смита, написанный в 2010 году в стиле мэшап.

## Сюжет
Книга написана в эпистолярном стиле как биография Авраама Линкольна, основанная на сохранённых 16 президентом США «секретных дневниках», данных ему вампиром по имени Генри Стерджес.
Когда Линкольну было одиннадцать лет, он узнал от своего отца Томаса Линкольна, что вампиры существуют. Томас объяснил своему сыну, что вампир убил дедушку Авраама в 1786 году. Юный Авраам потрясен, узнав, что его мать также убил вампир из-за отказа Томаса вернуть долг. Линкольн клянется в своём дневнике убить столько вампиров, сколько сможет. Год спустя он убивает вампира, ответственного за смерть его матери, самодельным колом.
В возрасте шестнадцати лет Линкольн узнаёт о возможном нападении вампира вдоль реки Огайо и занимается расследованием, но на сей раз вампир чуть не убил его. В последний момент его спас вампир Генри Стерджес. Генри вылечил Линкольна и объяснил, что некоторые вампиры хорошие, а другие злые. Линкольн проводит лето с Генри и обучается боевым навыкам, становясь квалифицированным борцом, и покрывает серебром топор. В течение следующих нескольких лет Генри посылает Линкольну имена и адреса злых вампиров. Авраам покорно разыскивает их и убивает…

## Экранизация
22 июня 2012 года студия 20th Century Fox выпустила одноименный фильм. Режиссёр фильма — Тимур Бекмамбетов, продюсерами выступили Тим Бёртон и Тимур Бекмамбетов, роль Линкольна исполнил Бенджамин Уокер.

## Продолжение
13 января 2015 года вышло продолжение романа — «Последний американский вампир», повествующее об опыте Генри Стерджеса, участвующего во множестве крупных событий XX века.